# Buddha di Bamiyan
I Buddha di Bamiyan (Pashto: د باميانو بودايي پژۍ, Dari: تندیس های بودا در بامیان)  erano due enormi statue del Buddha costruite attorno al 6° secolo, scolpite da un gruppo religioso buddista nelle pareti di roccia della valle di Bamiyan, in Afghanistan, a circa 230 chilometri dalla capitale Kabul e a un'altitudine di circa 2500 metri. La datazione al carbonio dei componenti strutturali dei Buddha ha determinato che il più piccolo, il "Buddha orientale", era alto 38 metri e fu costruito intorno al 570 d.C., mentre il più grande, il "Buddha occidentale" di 55 metri, fu costruito intorno al 618 d.C., l'epoca in cui gli Eftaliti governavano la regione.
Era un luogo sacro per i buddisti sulla Via della Seta. Ma il 12 marzo 2001 le due statue sono state distrutte per motivi ideologici dai talebani in seguito ad un ordine dato il 26 febbraio 2001 dal leader talebano Mullah Omar, di distruggere tutte le statue in Afghanistan "in modo che nessuno possa adorarle o rispettarle in futuro".  L'opinione pubblica internazionale e locale condannò la distruzione dei Buddha.
Nel 2003 le rovine vennero inserite, insieme all'intera zona archeologica circostante e al paesaggio culturale, nella lista dei Patrimonio dell'umanità dell'UNESCO, che si è impegnata, insieme ad alcune nazioni, per la ricostruzione delle due statue.

## Prodotto della scuola Lokottaravādin
La scuola mahasanghika dei Lokottaravādin pur non appartenendo al Buddismo Mahāyāna aveva formulato in embrione delle teorie che poi si sarebbero sviluppate appieno nella dottrina del Trikāya, i "Tre Corpi di Buddha". Assunse quindi caratteristicamente una visione trascendente, lokottara, e immanente del Buddha: sia come Manomayakāya, corpo mentale posto in una dimensione esterna al mondo fenomenico, sia come Rūpakāya, corpo fisico storicamente vissuto nel Saṃsāra come Siddhārtha Gautama Śākyamuni.
I Lokottaravādin condividevano con le scuole Sarvāstivāda e Dharmaguptaka la diffusione nel nordovest indiano e avevano in comune l'espressione artistica modulata secondo i canoni dell'arte greco-indiana del Gandhāra di cui i Buddha di Bamiyan furono un esempio su scala gigantesca.

## Tecnica scultorea
I corpi principali delle statue furono sbozzati direttamente nella montagna, mentre i dettagli furono modellati mediante fango misto a paglia e poi ricoperti di stucco. Questa copertura, andata quasi completamente perduta già da tempo a causa degli agenti atmosferici, era originariamente dipinta per enfatizzare le espressioni del viso, le mani e le pieghe delle vesti. Le parti inferiori delle braccia delle statue furono costruite mediante la medesima tecnica di fango misto a paglia e supportate da armature in legno. Si pensa che la parte superiore dei volti fossero costituite da grandi maschere in legno. Le file di fori visibili nelle fotografie contenevano i paletti in legno necessari a sostenere le parti in stuccatura.

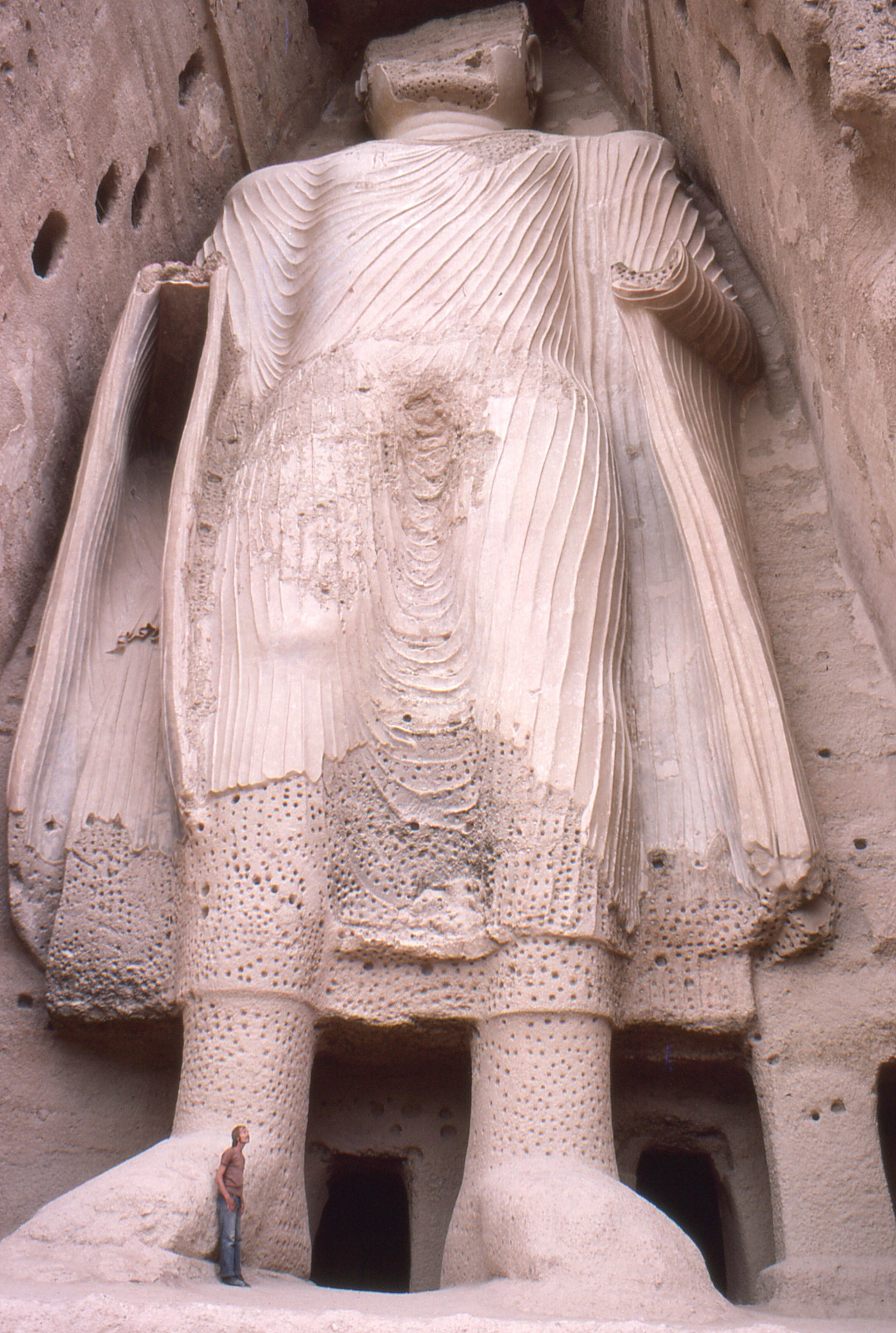
Il Buddha più piccolo fotografato nel 1977.

## Storia
Bamiyan si trova sul percorso della Via della seta, un itinerario mercantile che univa i mercati della Cina con quelli dell'Asia centrale e meridionale, del Medio Oriente e dell'Europa. Fu la sede di numerosi monasteri buddisti e un florido centro religioso, filosofico e artistico dal II secolo in poi, fino all'invasione islamica del IX secolo.
I monaci del monastero vivevano come eremiti in piccole grotte scavate nella roccia ai lati delle statue. Molti di questi monaci abbellirono le loro grotte con statue religiose e affreschi dai colori sgargianti. Una delle statue minori più importanti era costituita da un Buddha seduto posto in una nicchia situata nella parete rocciosa fra i due monumenti maggiori; anch'esso fu distrutto dai talebani tra il 2001 e il 2002.
Nel 1934 lo scrittore Robert Byron fa una lunga descrizione nel suo La via per l'Oxiana dei Buddha e degli affreschi visibili facendo inoltre delle considerazioni personali sul loro stile:
(Robert Byron)

## Costruzione
Si pensa che le due statue siano state costruite nel III e nel V secolo dai Kushan e dagli Eftaliti all'apice dei loro imperi. Da queste due tribù indoeuropee col tempo si è formata la base delle popolazioni Pashtun, il gruppo etnico da cui provenne poi il seguito dei Talebani.
Il pellegrino buddista cinese Xuánzàng, giunto a Bamiyan intorno al 630, descrive la regione come un fiorente centro buddista, "con più di cento monasteri e più di mille monaci", e nota che entrambe le statue erano "decorate con oro e splendidi gioielli" (Wriggins, 1995).
Una statua monumentale raffigurante Buddha seduto, simile per stile a quelli di Bamiyan, si trova nelle grotte del tempio Bingling, nella provincia cinese di Gansu.
Nel mese di dicembre del 2004 un gruppo di ricercatori giapponesi scoprì che gli affreschi di Bamiyan furono dipinti fra il V e il IX secolo, e non fra il VI e l'VIII secolo come si pensava precedentemente. La scoperta è stata fatta analizzando gli isotopi radioattivi contenuti in fibre di paglia trovate al di sotto degli affreschi.

## Patrimonio dell'umanità
Dal 2003 sono stati riconosciuti come Patrimonio dell'umanità dall'UNESCO e subito iscritti nella lista dei patrimoni in pericolo.
Le motivazioni sono state le seguenti:
- Le statue del Buddha e l'arte rupestre della valle sono una rappresentazione fondamentale della scuola Gandhāra nell'arte buddista dell'Asia centrale (criterio I).
- I resti della valle sono testimonianza di un importante centro buddista sulla Via della seta e dello scambio culturale tra arte indiana, ellenistica, romana, sasanide e alla base dell'espressione artistica della scuola Gandhāra (criterio II).
- Sono una testimonianza eccezionale di una tradizione culturale dell'Asia centrale ormai scomparsa (criterio III).
- La valle è un esempio importante di un territorio culturale che illustra un significante periodo del Buddismo (criterio IV).
- La valle è l'espressione monumentale massima del Buddismo occidentale. È stato un importante centro di pellegrinaggio per molti secoli (criterio VI).

## Distruzione

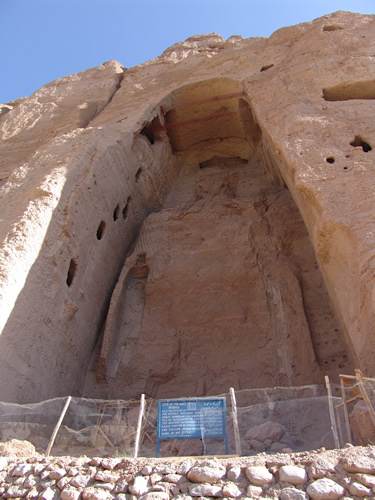
La cava come appariva nell'agosto 2005

### I tentativi fino al XX secolo
Quando Mahmud di Ghazni conquistò l'Afghanistan nel XII secolo, le statue dei Buddha e gli affreschi vennero risparmiati dalla distruzione. L'ultimo imperatore moghul Aurangzeb, che si distinse per il suo zelo religioso, usò l'artiglieria pesante in un primo tentativo di distruggere le statue. Anche Nadir Shah, dopo alcuni anni di relativa calma, fece sparare colpi di cannone sulle statue. Ma a parte alcuni danni di scarsa rilevanza, i due Buddha resistettero fino alla fine del XX secolo.

### I talebani
Nel luglio del 1999 il Mullah Mohammed Omar aveva emanato un decreto in favore delle conservazione dei Buddha di Bamiyan. A causa del fatto che la popolazione di fede buddista dell'Afghanistan non esisteva più da lungo tempo, il che impediva la possibilità che le due statue venissero adorate, egli dichiarò: “Il governo considera le statue di Bamiyan un esempio di una potenziale grande risorsa turistica per l'Afghanistan, e quindi dichiara che il sito di Bamiyan non dovrà essere distrutto ma protetto”.
Il "clero" islamico afgano diede poi un severo giro di vite nei confronti dei segmenti non islamici della società. I Talebani bandirono ogni forma di raffigurazione, musica e sport, compresa la televisione, in accordo con quello che loro consideravano una rigorosa interpretazione della legge islamica.
Nel marzo 2001 i Talebani, musulmani iconoclasti, ordinarono la distruzione delle due statue, denunciando come idolatre quelle sculture. Secondo l'agenzia di stampa France Press, un decreto dichiarò:
Il ministro della Cultura e dell'Informazione Qadratullah Jamal rese nota all'agenzia di stampa Associated Press la decisione dei 400 religiosi afgani che dichiarava che le statue di Buddha erano contrarie ai principi dell'Islam.
Il 6 marzo il quotidiano londinese Times riportò che il Mullah Mohammed Omar disse: “i musulmani dovrebbero essere orgogliosi di distruggere gli idoli”. Egli aveva chiaramente cambiato la sua posizione, dall'essere favorevole alla conservazione delle statue all'essere fortemente contrario.

### Tentativi internazionali di salvataggio
Il Metropolitan di New York chiese il permesso di portare negli Stati Uniti i due Buddha, e anche il governo indiano si fece avanti proponendo di prendere in consegna le due statue. Dopo il primo giorno di bombardamenti, decine di governi tra i quali persino quello musulmano del Pakistan, unico paese amico dei Talebani, chiesero invano al mullah Omar di annullare la decisione. A nulla valsero i tentativi di salvare le statue dalla decisione, ormai presa, dei Talebani di distruggerle.

### La giustificazione
Il 18 marzo il New York Times riporta che un rappresentante dei Talebani disse che il governo prese questa decisione per l'ira derivante dal fatto che una delegazione straniera offrì denaro per salvare le antiche statue mentre un milione di afgani rischiavano di morire di fame.
Il 19 aprile 2004, durante un'intervista ad un giornale pakistano, il Mullah Mohammed Omar dichiarò: “Io non volevo distruggere i Buddha di Bamiyan. Alcuni stranieri vennero da me e dissero che avrebbero voluto restaurare le statue che erano state lievemente danneggiate a causa delle piogge. Questo mi scandalizzò. Pensai “questa gente insensibile non ha riguardo delle migliaia di esseri umani che muoiono di fame, ma sono così preoccupati per oggetti inanimati come i Buddha”. Questo era estremamente deplorevole, e questa è la ragione per cui ne ho ordinato la distruzione. Fossero venuti per ragioni umanitarie, non ne avrei mai ordinato la distruzione”.
Il governo dei Talebani decretò che le statue, che erano sopravvissute intatte per più di 1.500 anni, erano idolatre e contrarie all'Islam. Durante la distruzione, il ministro dell'Informazione Qudratullah Jamal disse che “questo lavoro non è così semplice come la gente può pensare. Non si possono tirar giù le statue solamente bombardandole, perché entrambe sono scolpite e ricavate direttamente dalla montagna stessa”. I due Buddha vennero demoliti a colpi di dinamite e cannone dopo quasi un mese di intensi bombardamenti.

## Ricostruzione

### L'impegno per la ricostruzione
Benché le statue dei due Buddha siano state quasi completamente distrutte, i loro profili e alcune loro fattezze sono tuttora riconoscibili nelle cavità. È possibile per i visitatori esplorare le caverne dei monaci e i passaggi che le uniscono. Come parte dello sforzo internazionale per ricostruire l'Afghanistan dopo la guerra contro i Talebani, il governo del Giappone e alcune altre organizzazioni (tra cui l'Afghanistan Institute di Bubendorf in Svizzera e l'ETH di Zurigo) si sono impegnate nella ricostruzione delle due grandi statue di Buddha.
Tuttavia il restauro del sito non è stato considerato prioritario dall'UNESCO e probabilmente i Buddha non saranno mai ricostruiti. Gli sforzi hanno portato allo stato attuale solo ad un consolidamento della roccia e delle nicchie che hanno sofferto per il bombardamento. Il consolidamento delle pareti è stato eseguito dalla Trevi S.p.A. di Cesena (Italia).
Un ulteriore risultato è arrivato l'8 settembre 2008, quando gli archeologi, alla ricerca di una leggendaria statua di 300 metri nel sito, annunciarono la scoperta di un terzo Buddha di 19 metri, un Buddha coricato in parinirvāna, una posa che rappresenta il passaggio del Buddha nel nirvana, di cui Xuánzàng fa una descrizione. Una statua simile è identificabile nel Buddha di Dushanbe, in Tagikistan.
Il governo afgano ha chiesto all'artista giapponese Hiro Yamagata di ricreare i Buddha di Bamiyan usando 14 raggi laser che proiettino le immagini delle statue nelle nicchie in cui erano stati scolpiti. I laser saranno alimentati tramite energia solare ed eolica. Se approvato dall'UNESCO il progetto, del costo di 9 milioni di dollari, in teoria avrebbe dovuto essere completato entro il 2007 ma, a tutt'oggi, non si hanno notizie in merito. Nel giugno 2015, ad ogni modo, due coniugi cinesi, Zhang Xinnyu e Liang Hong, hanno finanziato un progetto analogo, costato 120.000 dollari, che ha permesso di proiettare olograficamente la figura del Buddha maggiore all'interno della sua nicchia.
Una replica a grandezza naturale dei Buddha di Bamiyan è stata avviata nel 2001, a ridosso della distruzione, nel parco tematico di Sichuan, in Cina, dietro progetto finanziato da Liang Simian, uomo d'affari locale, che ha deciso di ricreare le statue scomparse facendole scolpire sulle pareti del monte di Leshan. La ricostruzione è stata seguita da Tan Yun, presidente del Sichuan Institute of Fine Arts, e guidata dal professore He Ining, che si è occupato di ricreare i volti delle statue (danneggiati già prima della distruzione del 2001) modellandoli su quelle di effigi afghane coeve.
Nel 2013 un gruppo di archeologi tedeschi dell'Icomos, guidato da Michael Petzet, ha iniziato la ricostruzione del Buddha più piccolo, ma l'operazione è stata metodologicamente disapprovata e interrotta dall'Unesco.

## Documentari
Nel mese di marzo 2006 il regista svizzero Christian Frei ha realizzato un documentario di 95 minuti, intitolato I Buddha giganti, che parla delle statue, della decisione dei Talebani di distruggerle e delle reazioni internazionali. La voce narrante della versione italiana è del doppiatore italiano Riccardo Merli.

## Galleria d'immagini

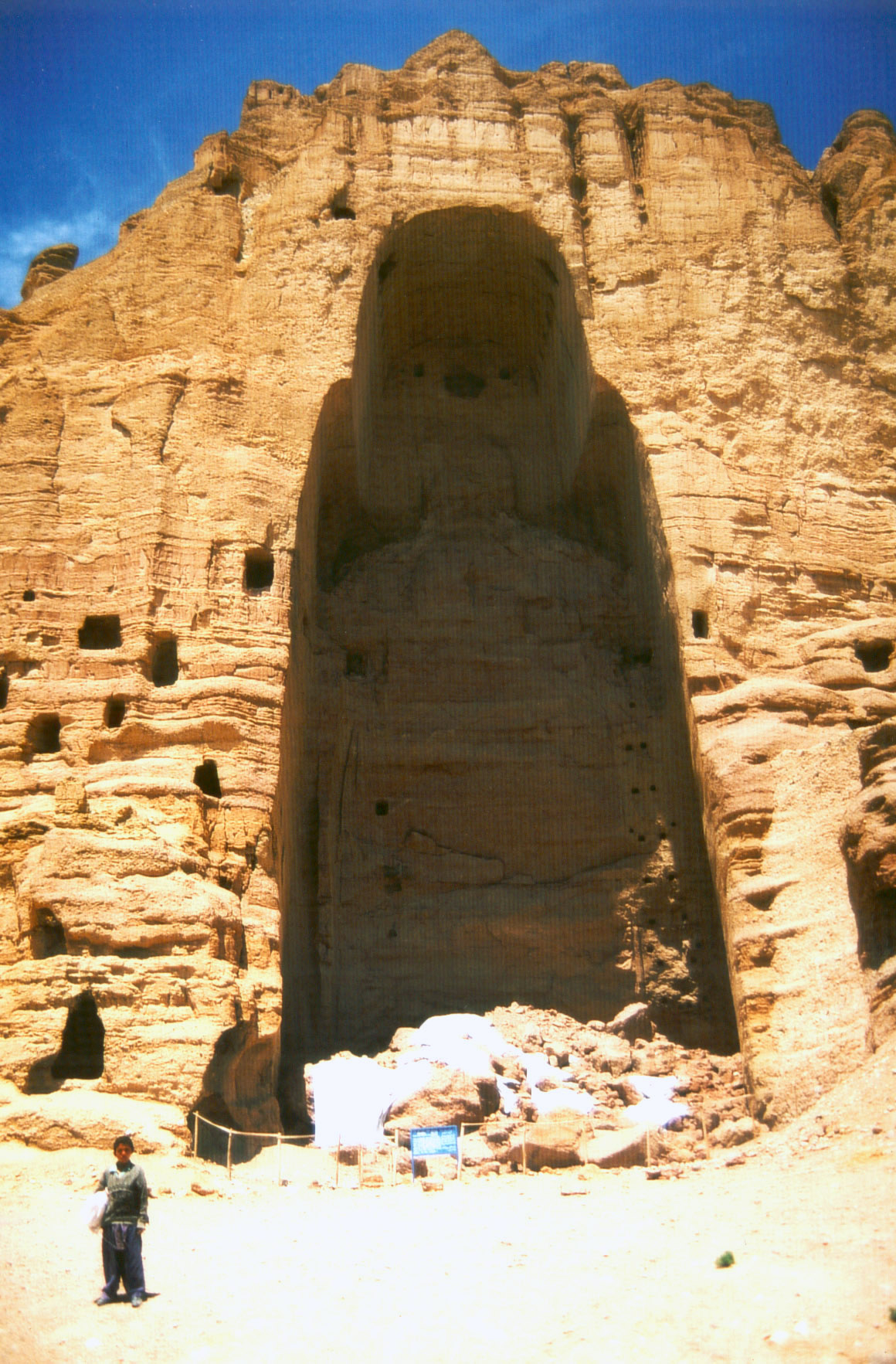
Buddha più alto, dopo la distruzione
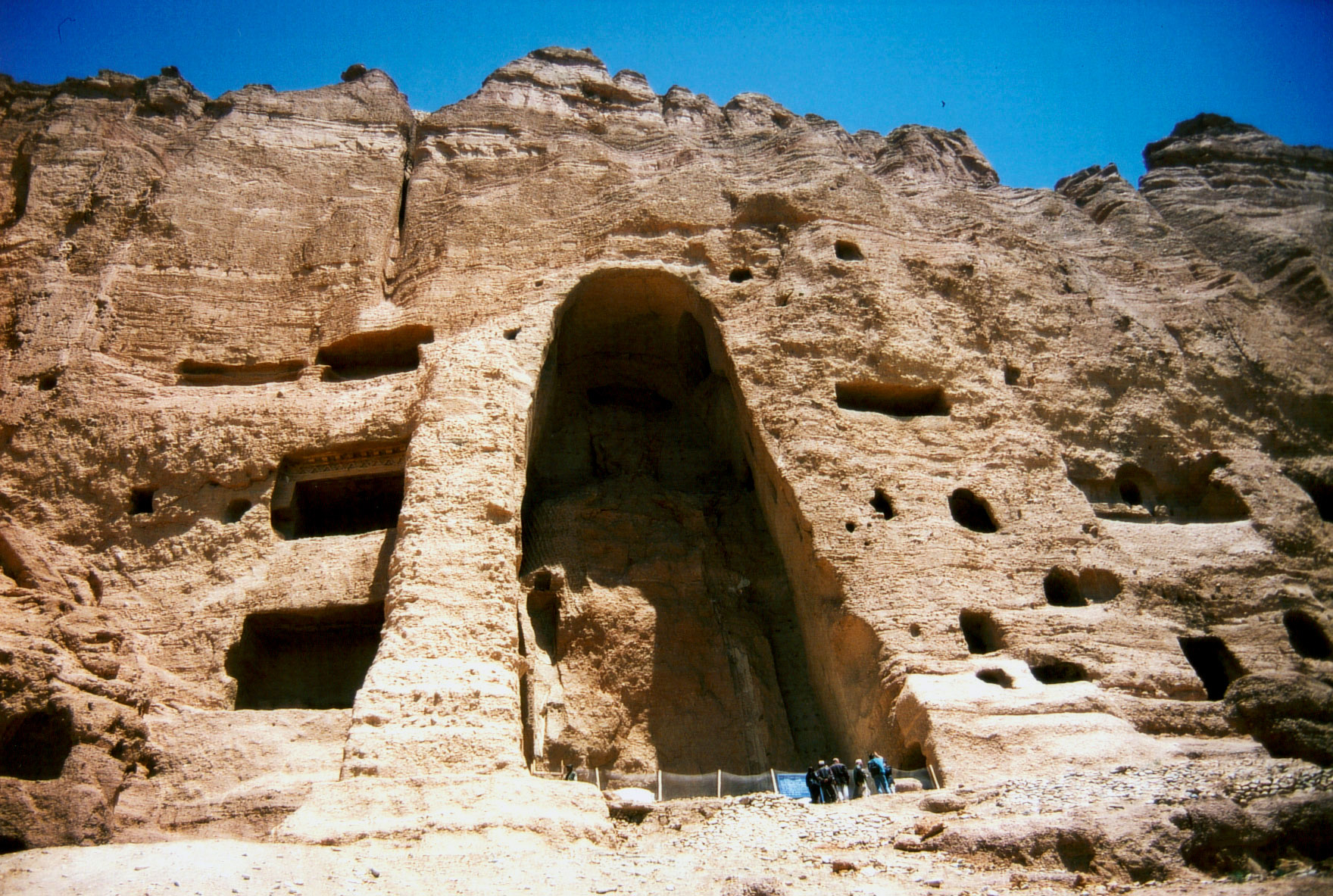
Buddha più piccolo, dopo la distruzione
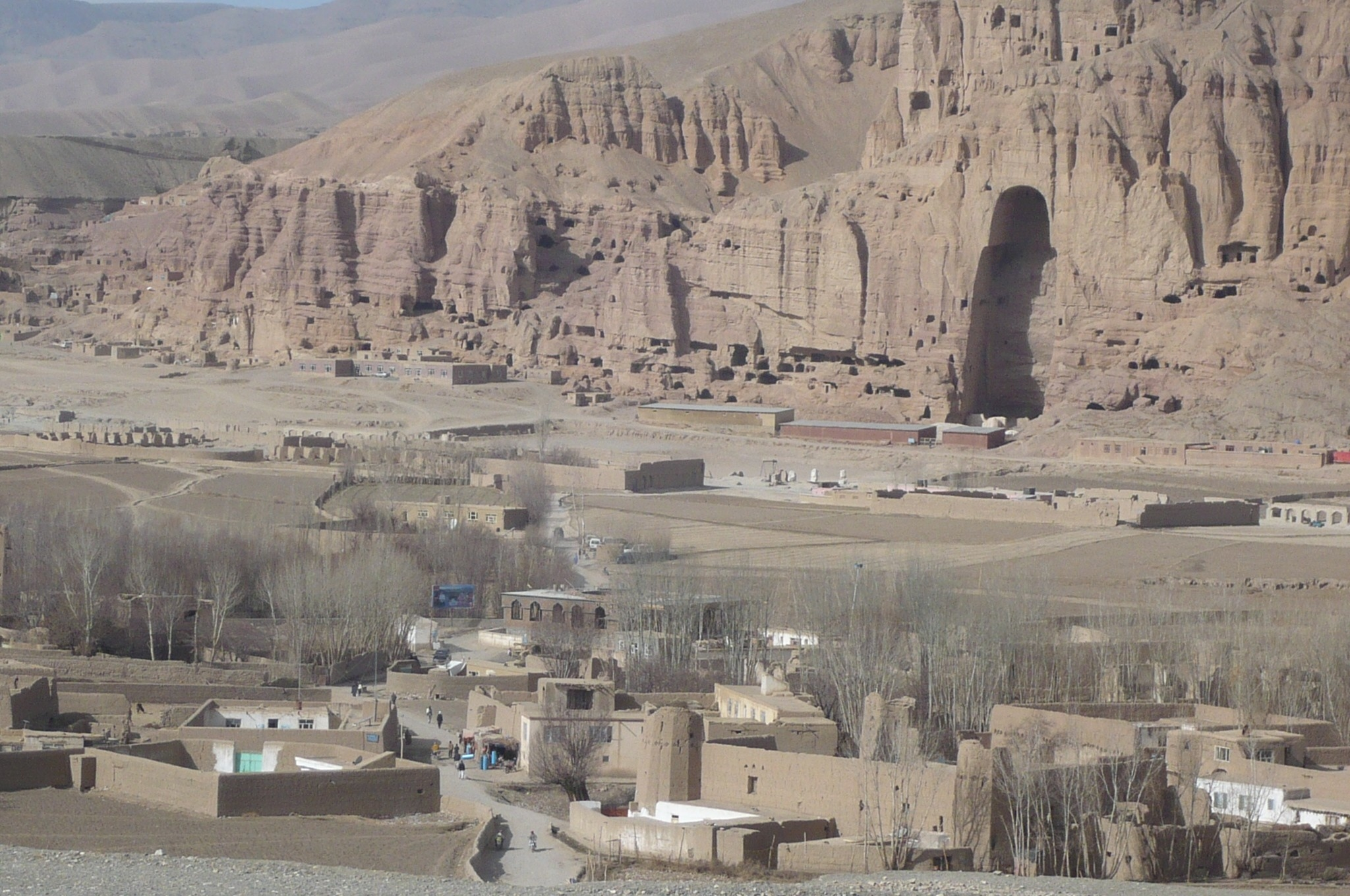
Vista della roccia dove sono scolpite monasteri e Buddha
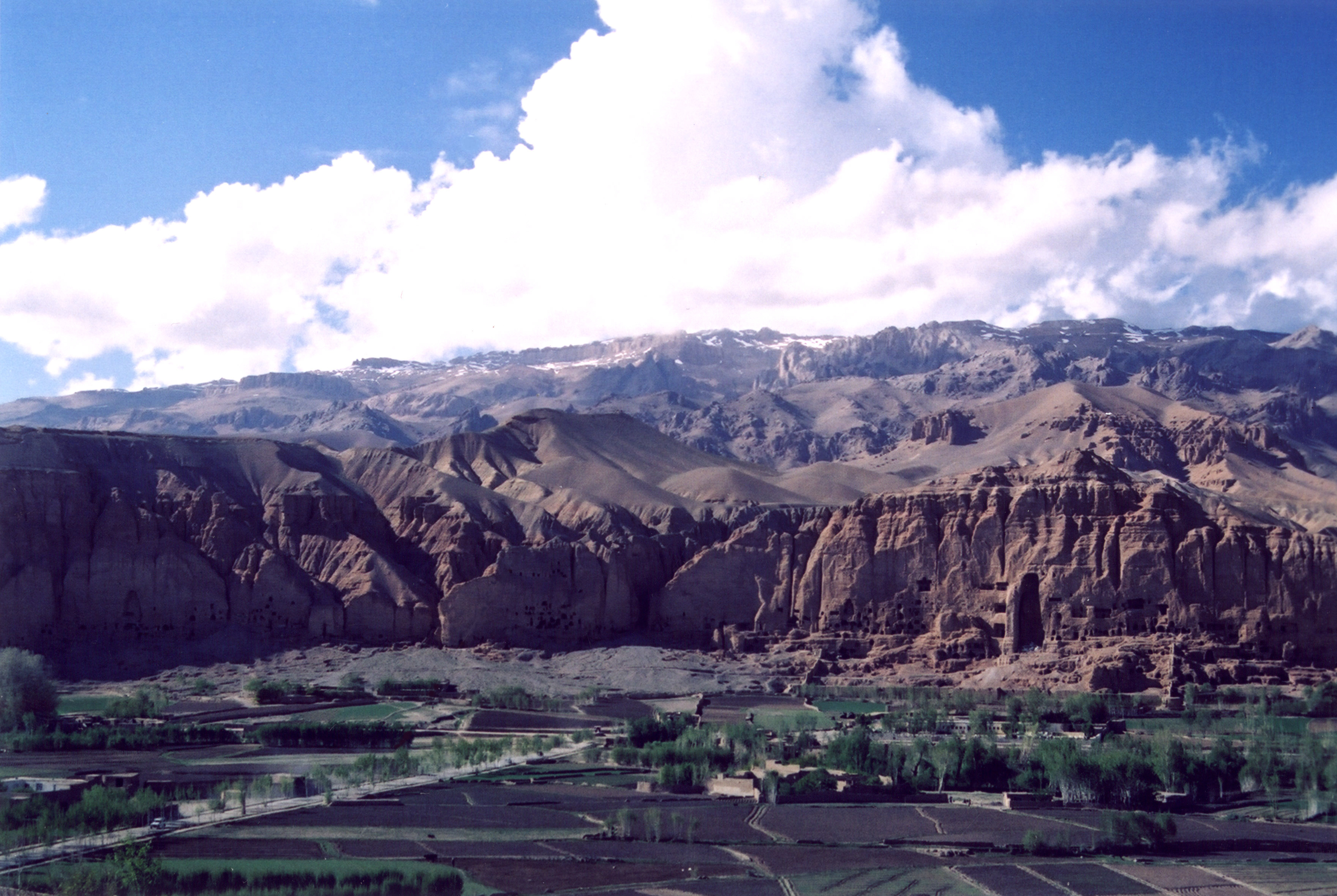
Il paesaggio dei resti archeologici della Valle Bamiyan